# Internetprotokol (protokolfamilie)
 For alternative betydninger, se Internetprotokol (flertydig). (Se også artikler, som begynder med Internetprotokol)
Internetprotokolfamilie er principielt alle de protokoller som kan "ride" på internetprotokollen – f.eks. ICMP, UDP, RTP, (TCP/IP baserede:) TCP, POP3, SMTP, FTP, Telnet - og de meget kendte webprotokoller http og https.